# Білецька Раїса Григорівна
Раї́са Григо́рівна Біле́цька (нар. 7 січня 1923, Краснопілля (нині у межах м. Брянка Луганської області) — українська баяністка, учасниця Квартету баяністів Миколи Різоля. Заслужена артистка УРСР (1973).

## Життєпис
Народилась в селі Краснопілля (нині у межах м. Брянка Луганської області) 7 січня 1923 року.
В дитинстві навчалась грати на баяні у батька — баяніста-аматора Г. С. Білецького.
З 1936 року навчалась в музичній школі по класу фортепіано.
Разом з молодшою сестрою Марією закінчила Київське музичне училище (клас М. Геліса).
З сестрою Марією, а також з Миколою Різолем і Іваном Журомським виступала з 1948 по 1989 у складі Квартету баяністів (баян, педальний бас).
1948 року вийшла заміж за Миколу Різоля.
Разом з квартетом гастролювала містами України, Росії, Казахстану, Естонії.
1973 року їй було присвоєно звання Заслуженої артистки УРСР.

## Родина
Чоловік — баяніст Микола Різоль, керівник Квартету баяністів, народний артист УРСР.
Донька Людмила (1947) — піаністка.
Син Юрій (1957) — керівник ансамблю «Веселі музики», Заслужений артист України.